# Бурмакино (станция)
Бурма́кино — пассажирско-грузовая железнодорожная станция Ярославского региона Северной железной дороги, находящаяся в поселке городского типа Бурмакино Ярославской области.

## Деятельность
Станция открыта для грузовой работы.
Коммерческие операции, выполняемые на станции:
- продажа пассажирских билетов[2];
- приём и выдача багажа[2];
- приём и выдача повагонных отправок грузов (открытые площадки)[2];
- приём и выдача повагонных и мелких отправок грузов (подъездные пути)[2].

## Дальнее следование по станции
По состоянию на декабрь 2018 года через станцию курсируют следующие поезда дальнего следования:
| Круглогодичное обращение поездов | Круглогодичное обращение поездов | Круглогодичное обращение поездов | Круглогодичное обращение поездов |
| № поезда                         | Маршрут движения                 | № поезда                         | Маршрут движения                 |
| -------------------------------- | -------------------------------- | -------------------------------- | -------------------------------- |
| 147                              | Кострома — Москва                | 148                              | Москва — Кострома                |
| 337                              | Самара — Санкт-Петербург         | 338                              | Санкт-Петербург — Самара         |
| 347                              | Уфа — Санкт-Петербург            | 348                              | Санкт-Петербург — Уфа            |

| Сезонное обращение поездов | Сезонное обращение поездов | Сезонное обращение поездов | Сезонное обращение поездов |
| № поезда                   | Маршрут движения           | № поезда                   | Маршрут движения           |
| -------------------------- | -------------------------- | -------------------------- | -------------------------- |
| 433                        | Кострома — Санкт-Петербург | 434                        | Санкт-Петербург — Кострома |

## Пригородное сообщение по станции
| № поезда             | Маршрут движения                   |
| -------------------- | ---------------------------------- |
| 6273/6274            | Иваново — Ярославль-Главный        |
| 6275/6276            | Иваново — Ярославль-Главный        |
| 6277/6278            | Ярославль-Главный — Иваново        |
| 6279/6280            | Ярославль-Главный — Иваново        |
| 6401/6402            | Космынино — Ярославль (депо)       |
| 6403/6404            | Кострома-Новая — Ярославль-Главный |
| 6405/6406            | Ярославль-Главный — Кострома-Новая |
| 6407/6408            | Нерехта — Ярославль-Главный        |
| 6409/6410            | Кострома-Новая — Ярославль-Главный |
| 6413/6414            | Ярославль (депо) — Кострома-Новая  |
| 6415/6416            | Ярославль-Главный — Нерехта        |
| 6417/6418            | Ярославль (депо) — Нерехта         |
| 6419/6420            | Нерехта — Ярославль-Главный        |
| 6421/6422            | Нерехта — Ярославль-Главный        |
| 6423/6424            | Ярославль-Главный — Нерехта        |
| 6427/6428 (экспресс) | Кострома-Новая — Ярославль-Главный |
| 6429/6430 (экспресс) | Ярославль-Главный — Кострома-Новая |
| 6431/6432 (экспресс) | Кострома-Новая — Ярославль-Главный |
| 6433/6434 (экспресс) | Ярославль-Главный — Кострома-Новая |